# Ayat-sur-Sioule
Ayat-sur-Sioule (früher Saint-Hilaire-d’Ayat) ist eine französische Gemeinde mit 134 Einwohnern (Stand 1. Januar 2022) im Département Puy-de-Dôme in der Region Auvergne-Rhône-Alpes (vor 2016 Auvergne). Die Gemeinde gehört zum Arrondissement Riom und zum Kanton Saint-Éloy-les-Mines (bis 2015 Saint-Gervais-d’Auvergne).

## Lage
Ayat-sur-Sioule liegt etwa 29 Kilometer nordwestlich von Riom und etwa 35 Kilometer nordnordwestlich von Clermont-Ferrand. Umgeben wird Ayat-sur-Sioule von den Nachbargemeinden Neuf-Église und Menat im Norden, Saint-Rémy-de-Blot im Nordosten, Lisseuil im Osten, Blot-l’Église im Südosten, Châteauneuf-les-Bains im Süden, Saint-Gervais-d’Auvergne im Südwesten sowie Sainte-Christine im Westen und Nordwesten.

## Bevölkerungsentwicklung
| Jahr                       | 1962 | 1968 | 1975 | 1982 | 1990 | 1999 | 2006 | 2013 |
| Einwohner                  | 222  | 196  | 161  | 159  | 134  | 122  | 133  | 147  |
| Quellen: Cassini und INSEE |      |      |      |      |      |      |      |      |

## Sehenswürdigkeiten
- Kirche

## Persönlichkeiten
- Louis Charles Antoine de Beaufranchet (1757–1812), General und Politiker

## Gemeindepartnerschaften
Eine Partnerschaft besteht seit 2001 mit der deutschen Gemeinde Hohentengen im baden-württembergischen Landkreis Sigmaringen.